# ニューハノバー郡 (ノースカロライナ州)
ニューハノバー郡（英: New Hanover County）は、アメリカ合衆国ノースカロライナ州の南部、大西洋岸に位置する郡である。人口は22万5702人（2020年）。郡庁所在地はウィルミントンである。
ニューハノバー郡は、ブランズウィック郡とペンダー郡と共にウィルミントン都市圏を構成している。

## 歴史
ニューハノバー郡は1729年にクレイブン地区から分離し、バス郡のニューハノーバー地区として設立された。郡名は当時のイギリスの王家ハノーヴァー家にちなんで名付けられた。
1734年、ニューハノーバー地区の一部がブレイデン郡とオンスロー郡になった。1739年にバス郡が廃止されたことに伴い、残りの領域が郡に変わった。
1750年、ニューハノーバー郡の北部がデュプリン郡になった。1764年、別の部分がブレイデン郡の一部と合され、ブランズウィック郡が設立された。1875年、郡北部が分離し、ペンダー郡ができて、ニューハノバー郡は現在の領域になった。南北戦争の最終盤の戦闘が郡内で起こった。南軍が海岸に保持した最後の砦では第二次フィッシャー砦の戦いがあり、それに続いてウィルミントンの戦いがあった。1898年におきたウィルミントン暴動とジム・クロウ法の成立により、公民権が不公平になった状態で19世紀が終わり、3世代後にあたる20世紀後半になって公民権運動が結実するまで、その状態が続いた。ウィルミントン暴動はヒュー・マクレイを含む9人の陰謀家集団によって計画されていた。マクレイは後に公園用の土地をニューハノーバー郡に寄付し、その公園はマクレイの名前が付けられた。公園にはマクレイを称える銘板があるが、1898年の暴動におけるマクレイの役割については触れられていない。

## 政治と郡政府

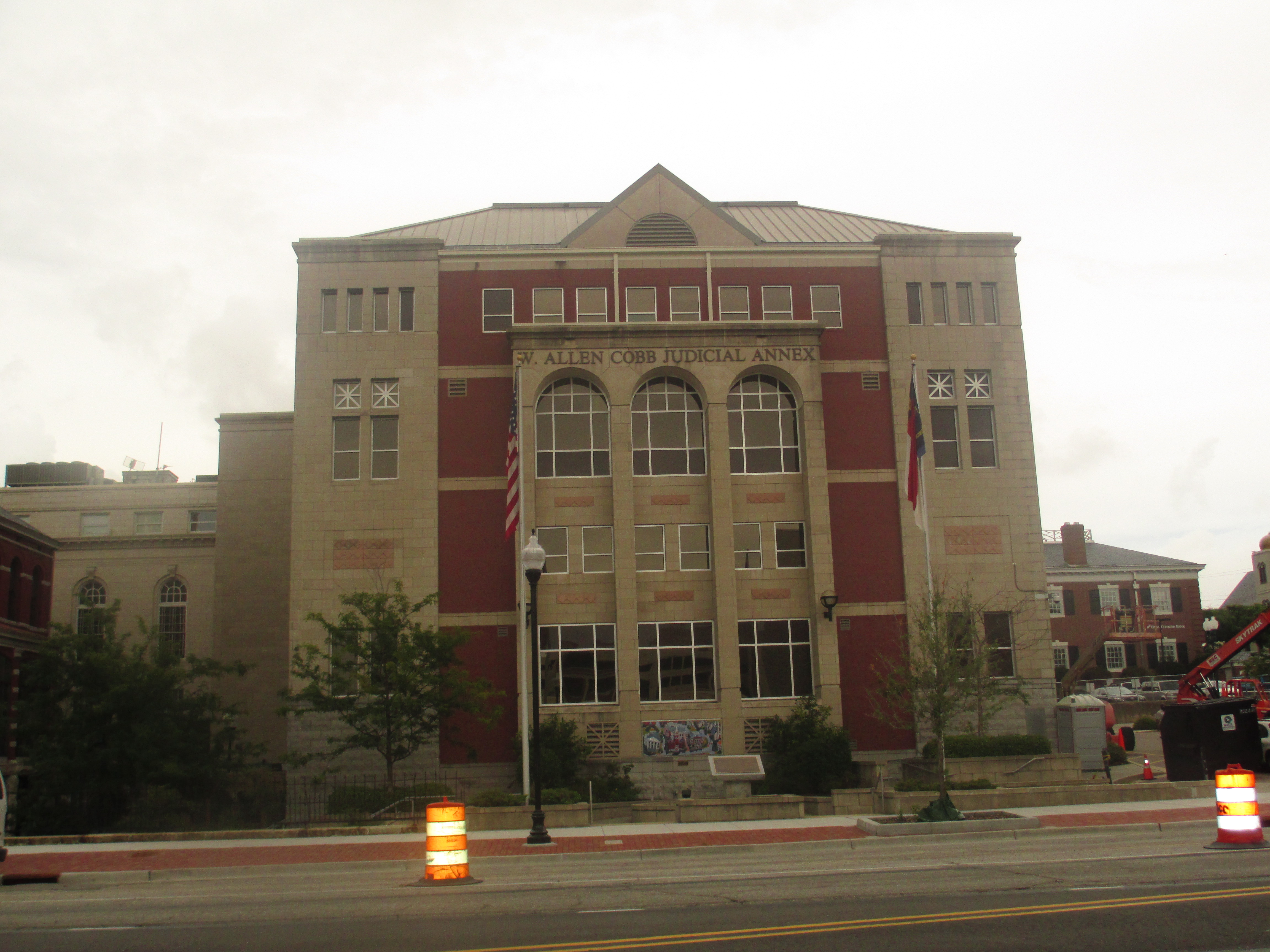
ウィルミントン市にあるニューハノバー郡庁舎に隣接するW・アレン・コブ司法別館

ニューハノバー郡は民主党と共和党の二大政党に拮抗する支持を与えており、激戦郡と見られている。2004年アメリカ合衆国大統領選挙では、ジョージ・W・ブッシュを53%が支持し、対するジョン・ケリーは44%だった。同日に行われた州知事選挙では、民主党現職のマイク・イーズリーに53%の支持を与え、対抗馬の共和党パトリック・J・バランタインには45%と、大統領選挙とは反対の結果になった。
アメリカ合衆国下院議員では民主党議員、ノースカロライナ上院には共和党議員を送り、ノースカロライナ州下院には共和党員2人、民主党員1人を選出している。
ニューハノバー郡は地域のケープフェア自治体委員会のメンバーである。

## 地理
アメリカ合衆国国勢調査局に拠れば、郡域全面積は328平方マイル (849 km2)であり、このうち陸地199平方マイル (515 km2)、水域は129平方マイル (334 km2)で水域率は39.33%である。ノースカロライナ州の100郡の中で、チョウォーン郡に次いで面積が小さい。

### 郡区
ニューハノバー郡は5つの郡区に分かれている。ケープフェア、フェデラルポイント、ハーネット、メイソンボロ、ウィルミントンの各郡区である。

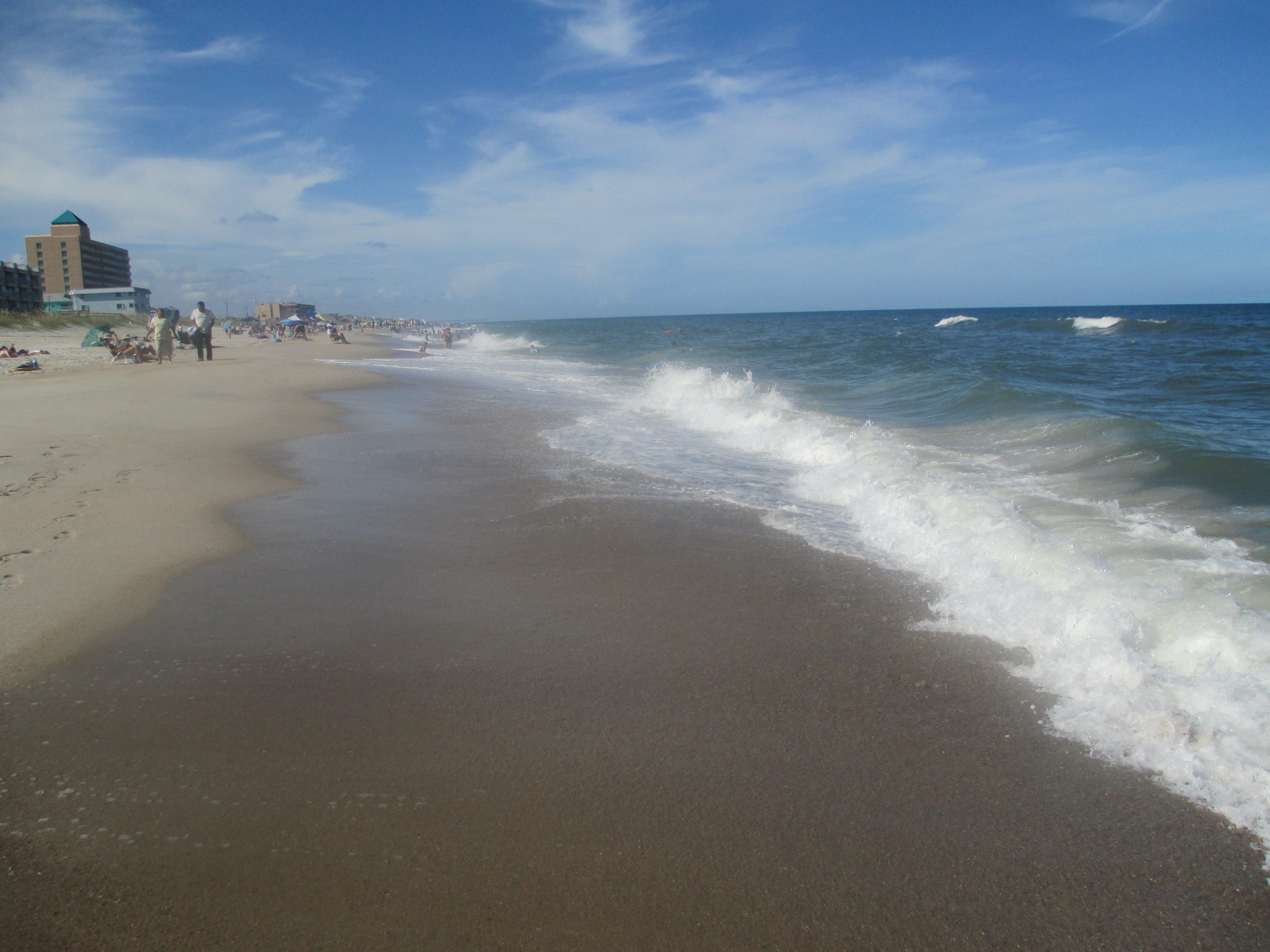
カロライナビーチ

## 島
- プレジャー島
- フィギュアエイト島

### 主要高規格道路

#### 州間高速道路
- 州間高速道路20号線（計画中）
- 州間高速道路40号線
  -  州間高速道路140号線

#### アメリカ国道
- アメリカ国道17号線
  -  アメリカ国道17号線産業道路
- アメリカ国道74号線
- アメリカ国道76号線
- アメリカ国道117号線
- アメリカ国道421号線
  -  アメリカ国道421号線トラック道

#### ノースカロライナ州道
- ノースカロライナ州道132号線
- ノースカロライナ州道133号線

### 隣接する郡
- ペンダー郡 - 北
- ブランズウィック郡 - 西

## 人口動態
以下は2000年国勢調査による人口統計データである。
| 基礎データ - 人口: 160,307人 - 世帯数: 68,183 世帯 - 家族数: 41,591 家族 - 人口密度: 311人/km2（806人/mi2） - 住居数: 79,616軒 - 住居密度: 155軒/km2（400軒/mi2） 人種別人口構成 - 白人: 79.91% - アフリカン・アメリカン: 16.97% - ネイティブ・アメリカン: 0.39% - アジア人: 0.83% - 太平洋諸島系: 0.06% - その他の人種: 0.79% - 混血: 1.05% - ヒスパニック・ラテン系: 2.04% 先祖による構成 - イギリス系：14.3% - アメリカ人：13.0% - ドイツ系：10.6% - アイルランド系：10.2% | 年齢別人口構成 - 18歳未満: 21.0% - 18-24歳: 12.0% - 25-44歳: 30.5% - 45-64歳: 23.7% - 65歳以上: 12.8% - 年齢の中央値: 36歳 - 性比（女性100人あたり男性の人口） - 総人口: 93.3 - 18歳以上: 90.7 世帯と家族（対世帯数） - 18歳未満の子供がいる: 26.1% - 結婚・同居している夫婦: 46.5% - 未婚・離婚・死別女性が世帯主: 11.5% - 非家族世帯: 39.0% - 単身世帯: 28.9% - 65歳以上の老人1人暮らし: 8.5% - 平均構成人数 - 世帯: 2.29人 - 家族: 2.83人 | 収入と家計 - 収入の中央値 - 世帯: 40,172米ドル - 家族: 50,861米ドル - 性別 - 男性: 35,801米ドル - 女性: 25,305米ドル - 人口1人あたり収入: 23,123米ドル - 貧困線以下 - 対人口: 13.1% - 対家族数: 8.3% - 18歳未満: 15.7% - 65歳以上: 9.0% |

## 都市と町

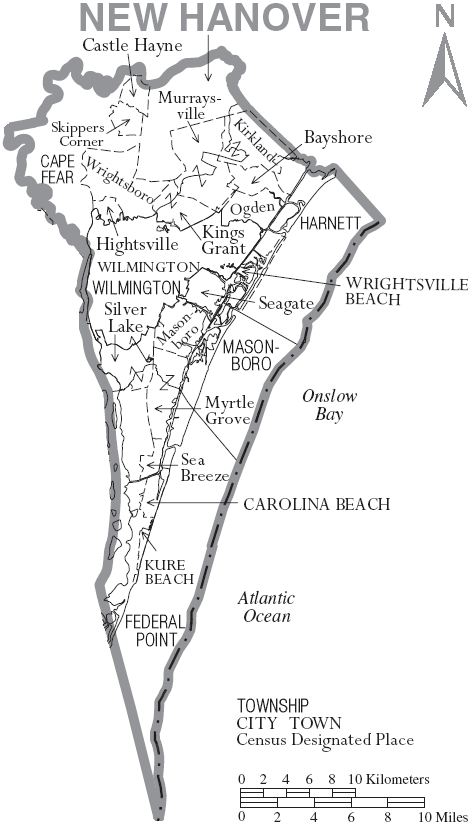
ニューハノーバー郡の自治体と郡区

- カロライナビーチ
- クレビーチ
- ウィルミントン - 郡庁所在地
- ライツビルビーチ
- フォートフィッシャー

### 国勢調査指定地域
| - ベイショア - キャッスルヘイン - ハイツビル - キングスグラント - カークランド | - メイソンボロ - マレイズビル - マートルグローブ - オグデン - パイングローブ | - シーブリーズ - シーゲイト - シルバーレイク - スキッパーズコーナー - ライツボロ |

### 未編入の町

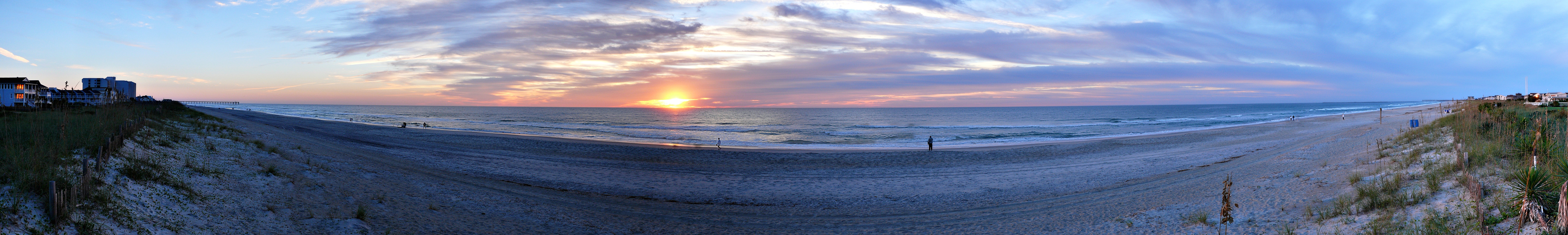
ライツビルビーチ

- ウィルミントンビーチ
- モンキージャンクション